# Hoody
Kim Hyun-jung (Hangul: 김현정; nascida em 10 de fevereiro de 1990), mais conhecida pelo seu nome artístico, Hoody (Hangul: 후디), é uma cantora e compositora sul-coreana. Em 2013, estreou como membro do grupo feminino de hip hop underground Amourette. Em 2015, se tornou a primeira artista feminina a assinar com a gravadora AOMG. Lançou seu primeiro EP, On and On, em dezembro de 2016.

## Discografia

### Extended plays
| Título    | Detalhes do álbum | Posições nos charts | Vendas |
| Título    | Detalhes do álbum | KOR                 | Vendas |
| --------- | --- | ------------------- | ------ |
| On and On | - Lançamento: December 16, 2016 - Empresa: AOMG, CJ E&M Music - Formatos: CD, download digital Lista de faixas 1. "By Your Side" (feat. Jinbo) 2. "Your Eyes" (feat. Jay Park) 3. "The Light" 4. "Lust" (feat. Elo) 5. "Forest" 6. "Need U" (feat. Dok2) 7. "Like You" 8. "On And On" (Outro) 9. "Your Eyes" (Inst.) | 54                  | —      |

### Singles
| Título                                      | Ano                      | Posições nos charts      | Álbum                    |
| Título                                      | Ano                      | KOR                      | Álbum                    |
| Como a cantora principal                    | Como a cantora principal | Como a cantora principal | Como a cantora principal |
| ------------------------------------------- | ------------------------ | ------------------------ | ------------------------ |
| "My Ride"                                   | 2013                     | —                        | Non-album singles        |
| "Baby Oh Baby"                              | 2014                     | —                        | Non-album singles        |
| "Let Em Know"                               | 2015                     | —                        | Non-album singles        |
| "Like You"                                  | 2016                     | —                        | On and On                |
| "By Your Side" feat. Jinbo                  | 2016                     | —                        | On and On                |
| "Hangang"                                   | 2017                     | —                        | Non-album singles        |
| "Can't Wait" (하나만 해)                    | 2017                     | —                        | Non-album singles        |
| "Golden" feat. Jay Park                     | 2018                     | —                        | Non-album singles        |
| Como artista convidada                      |                          |                          |                          |
| "Solo" Jay Park feat. Hoody                 | 2015                     | 55                       | Everything You Wanted    |
| "Me Like Yuh" Jay Park feat. Hoody          | 2016                     | 46                       | Everything You Wanted    |
| "All I Wanna Do" Jay Park feat. Hoody, Loco | 2016                     | 11                       | Everything You Wanted    |
| "Aphasia" Moon Yirang feat. Hoody           | 2017                     | —                        | Non-album single         |
| "Sax In The City" Jason Lee feat. Hoody     | 2018                     | —                        | Sax In The City          |
| "QMJ" Symba J feat. Jinbo, Hoody            | 2018                     | —                        | I Told You: ???          |
| "Noah" Haon feat. Jay Park, Hoody           | 2018                     | 19                       | Travelː Noah             |
| "—" denota versão não gráfico.              |                          |                          |                          |